# 羅傑·里維拉
利亞拿（Roger Riera Canadell，1995年2月17日—），西班牙足球運動員，司職中堅，曾以隊長身份帶領巴塞隆拿奪得歐洲青年聯賽冠軍，現時效力香港超級聯賽球會傑志。

## 球員生涯
利亞拿出生於加泰隆尼亞巴塞隆納的埃爾馬斯諾，2005年加入巴塞隆拿拉瑪西亞青訓體系。他被任命為俱樂部各級別青年隊的隊長。 2014年，他率領U19青年隊奪得了首屆歐足聯青年聯賽冠軍。 2014年7月15日，他與英格蘭球隊諾定咸森林簽訂了一份為期兩年的合約，隨後被分配到青年隊。由於未能進入一線隊，他的合約於2016年1月到期。
2016年1月21日，利亞拿加盟切爾達預備隊，簽訂了為期四年半的合約。 效力一個賽季後，他於2017年6月30日轉會至維拉利爾B隊。
2019年6月27日，利亞拿轉會至荷蘭乙級聯賽球隊NAC比達，簽訂了為期兩年的合約。 2021年1月28日，他重返巴塞隆拿，並被下放到西乙B聯賽的預備隊。
2021年7月20日，利亞拿與巴塞隆拿合約到期後，與安道爾簽約。在該賽季，利亞拿作為替補球員出場，幫助安道爾首次升入西乙聯賽。但他於2022年9月1日終止了合約。
2022年9月6日，利亞拿與西乙聯賽的靴格里斯簽訂了為期一年的合同，並可選擇續約一年。
2024年8月30日，利亞拿與西班牙甲組足球聯賽的桑盧克尼奧簽約。

## 榮譽
西班牙 -
巴塞隆拿U19
- 歐洲青年聯賽 （2013–14季度）